# Acre (delstat)
 For alternative betydninger, se Acre. (Se også artikler, som begynder med Acre)
Acre er en mindre brailiansk delstat, placeret i det nordvestlige hjørne af landet i
regionen Norte. Hovedstaden hedder Rio Branco og delstaten grænser op til Amazonas i nordøst, Rondônia i øst og nabolandene Bolivia i syd og Peru i vest.
Delstaten har et areal på 152.581,4 km² og der er 655.385 indbyggere (2007)

## Historie
Området som i dag hedder Acre, blev i 1867, ved Ayacucho-traktaten tildelt Bolivia. På grund af forekomsten af gummi,
migrerede i tusindvis af fattige brasilianere til området. Efterhånden modsatte brasilianerne i området, sig mere og mere Bolivias
herredømme og i 1889 besluttede de sig for, at søge om optagelse i Brasilien som selvstændig stat. Bolivia svarede igen, ved at
oprette byen Puerto Alonso, som i dag hedder Porto Acre. I oktober 1889 indsatte Brasilien imidlertid hæren og smed bolivianerne
ud. Og i juli 1899 proklamerede brasilianerne området som "Republikken Acre". Ved Petrópolis-traktaten i 1903 overtog
Brasilien endeligt kontrollen over området, som 7. april 1904 blev udnævnt til føderalt territorie. I 1912 udvidedes
området i forbindelse med en justering af Brasiliens grænse til Peru.
Territoriet blev 15. juni 1962 ophøjet til brasiliansk stat. Og i oktober samme år, blev José Augusto de Araújo, valgt som
den første guvernør.

## Geografi
Delstaten ligger på et plateau med en gennemsnitshøjde over havet på 200 m.

### Demografi
| Race                    | Pct  |
| ----------------------- | ---- |
| Mulatter                | 66,5 |
| Hvide                   | 26,0 |
| Negre                   | 6,8  |
| Asiater eller Indianere | 0,7  |

### Klima
Klimaet er Tropisk. Med meget lille udsving i middeltemepraturen over året og megen nedbør i regntiden.
|                           | Jan   | Feb   | Mar   | Apr   | Maj   | Jun  | Jul  | Aug  | Sep  | Okt   | Nov   | Dec   | Middel |
| ------------------------- | ----- | ----- | ----- | ----- | ----- | ---- | ---- | ---- | ---- | ----- | ----- | ----- | ------ |
| Max. temperatur(°C)       | 30,9  | 30,9  | 31,3  | 31,1  | 30,6  | 30,3 | 31,3 | 32,6 | 32,8 | 32,6  | 31,9  | 31,2  | 31,5   |
| Min. temperatur(°C)       | 22,3  | 22,6  | 22,7  | 22,5  | 20,6  | 19,3 | 18,5 | 19,2 | 20,9 | 21,6  | 21,9  | 22,2  | 21,19  |
| Middeltemperatur(°C)      | 25,5  | 25,4  | 25,5  | 25,3  | 24,5  | 23,2 | 23,4 | 24,3 | 25,2 | 25,7  | 25,7  | 25,6  | 25,0   |
| Nedbør (mm)               | 287,5 | 285,9 | 228,3 | 173,7 | 101,8 | 45,8 | 42,1 | 40,4 | 96,4 | 171,6 | 206,2 | 263,5 | 161,93 |
| Relativ Luftfugtighed (%) | 87    | 87    | 87    | 87    | 86    | 83   | 79   | 77   | 78   | 82    | 85    | 87    | 83,75  |

### Hydrografi
Acre gennemskæres af 5 floder: Juruá, Tarauacá, E bira, Purus, Laco og Acre. Derudover danner floden Abunã grænse til Bolivia.
Alle floderne er til en vis grad sejlbare igennem Acre og da de er bifloder til Amazonfloden, er delstaten således forbundet med Atlanterhavet.

## Administrativ opdeling
Acre er opdelt i 22 kommuner.

## Fodnoter
1. ↑  Estados@
2. ↑  IBGE | Portal do IBGE | IBGE
3. ↑  "Rio Branco, Brazil: Climate, Global Warming, and Daylight Charts and Data". Arkiveret fra originalen 8. januar 2010. Hentet 18. november 2008.

9°02′S 70°31′V / 9.03°S 70.52°V